# Zdeněk Remsa
Zdeněk Remsa (29. prosince 1928 Horní Branná – 22. června 2019) byl československý lyžař, skokan na lyžích. Po skončení aktivní kariéry působil jako trenér. V roce 2009 byl členem organizačního týmu při Mistrovství světa v klasickém lyžování 2009 v Liberci.

## Sportovní kariéra
Na V. ZOH ve Svatém Mořici 1948 skončil ve skocích na lyžích na 20. místě. Na Turné čtyř můstků skončil v sezóně 1955/56 na 35. místě, v sezóně 1956/57 na 10. místě a v sezóně 1957/58 na 20. místě. Na Mistrovství světa v klasickém lyžování 1954 ve Falunu skončil na 37. místě. Na Mistrovství světa v klasickém lyžování 1958 ve Lahti skončil na 43. místě.

## Trenérská kariéra
V šedesátých a sedmdesátých letech nastoupil do Dukly Liberec a byl trenérem party kolem Jiřího Rašky, Dalibora Motejlka, Zbyňka Hubače a Josefa Matouše, kterým se říkalo Remsa Boys. Raška se tehdy stal olympijským vítězem na středním můstku a Motejlek překonal světový rekord výkonem 142 metrů. Trénování československé reprezentace ukončil po mistrovství světa v Grenoblu v roce 1970 a stal se trenérem reprezentace Jugoslávie. Byl i trenérem Vasji Bajce, Matjaže Debelaka a Primože Peterky. Od roku 1974 byl ústředním trenérem Svatu lyžařů, v roce 1981 odešel zpět do Jugoslávie, kde se stal trenérem v Lublani, kde poté začal vyučovat na trenérské škole. Přisuzuje se mu podíl na vzestupu skoku na lyžích v Jugoslávii, resp. ve Slovinsku.
Od roku 1995 působil v Lomnici nad Popelkou jako trenér přípravky a předžáků, kde v době jeho působení začínali mj. Roman Koudelka, Čestmír Kožíšek nebo František Holík. V této funkci vychoval i sdruženáře a skokana Tomáše Portyka, vítěze Zimních olympijských her mládeže v roce 2012. Trenérskou činnost ukončil v Lomnici nad Popelkou ve svých 80 letech v roce 2009.

## Ocenění
V roce 2009 bylo Zdeňku Remsovi uděleno čestné občanství města Lomnice nad Popelkou. V lednu 2017 byl uveden do Síně slávy Unie profesionálních trenérů.